# Мурдахаев, Борис Рошелевич
Борис Рошелевич Мурдахаев (Ташкентский) (2 января 1937, Ташкент — 15 октября 2021, Москва) — советский и российский актёр театра и кино, театральный режиссёр и педагог, Народный артист РСФСР (1991).

## Биография
Борис Мурдахаев, выходец из известного еврейского рода Мордухаевых, родился 2 января 1937 года в Ташкенте. Его родители, заслуженный артист Узбекской ССР Рошель Мордухаев и балерина Сара Мордухаева работали в Государственном театре оперы и балета имени Алишера Навои в Ташкенте. В школе занимался в драмкружке, затем в театральной студии Дворца пионеров им. Сталина. После школы учился в Ташкентском театральном институте. Одновременно работал в вокально-инструментальном ансамбле, организованном детьми греческих политэмигрантов, делал переводы текстов с греческого, вёл программы, занимался организацией концертов. В результате на чётвёртом курсе был отчислен из инстутута за прогулы.
В 1960 году по совету друга с режиссёрского факультета Михаила Бабаханова решил поехать в Москву в театр «Ромэн». Чтобы испытать кандидата, который к тому же не был цыганом, ему было поручено сыграть роль в спектакле «Цыганский характер». В течение нескольких недель Мурдахаев буквально жил в театре, а во время репетиций его фамилия была постепенно заменена на псевдоним Ташкентский. После успешной премьеры спектакля Борис Ташкентский стал новым актёром театра «Ромэн», а со временем — одним из его ведущих артистов.
В 1962 году закончил Щепкинское училище.
С 1972 года начал в театре также режиссёрскую деятельность, а с 1979 года — педагогическую. В 1990-е годы участвовал в организации детского театра «Кхэлыбнарья» и постановке нескольких спектаклей.
Скончался 15 октября 2021 года в Москве на 85-м году жизни. Похоронен на Востряковском кладбище.

## Семья
- Отец — певец Рошель Сионович Мордухаев (1910—1979)[5], заслуженный артист Узбекской ССР.
- Мать — Сара Мордухаева (Мушеева[2]), узбекская советская балерина.
- Брат — Семён Рошелевич Чунгак (род. 1949), актёр и режиссёр театра «Ромэн», народный артист России.

## Награды и звания
- Орден Дружбы (23 декабря 2001 года) — за многолетнюю плодотворную деятельность в области культуры и искусства, большой вклад в укрепление дружбы и сотрудничества между народами[6].
- Народный артист РСФСР (14 августа 1991 года) — за большие заслуги в области советского театрального искусства[7].
- Заслуженный артист РСФСР (22 сентября 1975 года) — за заслуги в области советского театрального искусства[8].
- Почётная грамота «Московской театральной весны» за роль Риги в спектакле «Лачи» (1964).
- Диплом «Московской театральной весны» за роль Вихмана в спектакле «Песня на рассвете» (1967).
- Диплом «Московской театральной весны» за роль Рыжего в спектакле «Родился я в таборе» (1970).
- Диплом «Московской театральной весны» за роль Пушкина в спектакле «Здравствуй, Пушкин!» (1974).
- Диплом Всесоюзного смотра во ознаменование 30-годовщины Победы в Великой Отечественной войне (1941—1945) за роль Вожака в спектакле «Вожак» (1975).
- Диплом «Московской театральной весны» за роль Романа в спектакле «Кровь земли» (1983).
- Диплом Всесоюзного театрального фестиваля «Героическое основание Сибири и Дальнего востока» за роль Романа в спектакле «Кровь земли» (1984)[1].
- Диплом лауреата фестиваля кинематографистов им. А. Ханжонкова фирмы «Тонап» за лучшую мужскую роль второго плана в картине «Будулай, которого не ждут» («Цыганский остров») (1994).[источник не указан 1353 дня]
- Серебряный орден «Служение искусству» (2006)[3].

## Работы в театре

### Актёр
- «Цыганский характер»
- «Кармен из Трианы» — Ромендадо
- «Проделки Майсары»
- «Ром Баро» — Мирча
- «Здравствуй, Пушкин!» — Пушкин
- «Вожак» (постановка Э. О. Эгадзе) — вожак табора Хим Баша
- «Лачи» — Лачи
- «Ослеплённые» (реж. П. А. Бобров)

### Режиссёр
- «Большая волна Ганга»
- «Закон предков» И. В. Хрусталёва
- «Цвет вишни» И. В. Хрусталёва

## Фильмография
- 1964 — Трефовый король — Семён Борисович
- 1969 — Франсуаза — Батист
- 1970 — Свет и тени (Узбекфильм) — Шошибхушон
- 1972 — Мой остров синий… — Трепло
- 1974 — Верный друг Санчо — дедушка Санчо, музыкант
- 1982 — Прежде мы были птицами — озвучка
- 1989 — Чардаш Монти (Montiho čardáš; Чехословакия, СССР) —
- 1990 — 2001 — Живодёр — цыган
- 1994 — Будулай, которого не ждут
- 1999 — Чёрный жемчуг (главная роль)